# Carmenta rubricincta
Carmenta rubricincta is een vlinder uit de familie wespvlinders (Sesiidae), onderfamilie Sesiinae.
Carmenta rubricincta is voor het eerst wetenschappelijk beschreven door Beutenmüller in 1909. De soort komt voor in het Nearctisch gebieden het  Neotropisch gebied.